# Zee van Marmara
De Zee van Marmara (Turks: Marmara Denizi) is een binnenzee tussen Europa en Azië, die deel uitmaakt van de verbinding tussen de Zwarte Zee en de Middellandse Zee. De Bosporus vormt in het noorden de verbinding met de Zwarte Zee en de Dardanellen in het zuidwesten die met de Egeïsche Zee. De zee ligt geheel op Turks grondgebied. De grootste stad aan de Zee van Marmara is Istanboel, dat aan de beide oevers van de Bosporus ligt, op de plaats waar die in de Zee van Marmara uitkomt.
De zee werd in de klassieke oudheid Propontis genoemd. Dat was in het Oudgrieks Προποντίς, van προ: voor en ποντίς: zee. De zee werd zo genoemd, omdat de oude Grieken eerst door de Zee van Marmara moesten om bij de Zwarte Zee te komen. Haar huidige naam ontleent de zee aan het eiland Marmara, dat die naam draagt vanwege het marmer dat er wordt gewonnen.
De zee ligt op de Noord-Anatolische Breuk en er komen daarom in het gebied om de Zee van Marmara relatief veel aardbevingen voor.